# 胡德 (加利福尼亞州)
胡德（英語：Hood）是位於美國加利福尼亞州薩克拉門托縣的一個人口普查指定地區。

## 地理
胡德的座標為38°22′06″N 121°31′03″W / 38.36833°N 121.51750°W，而該地最高點為海拔高度2米（即7英尺）。

## 人口
根據2010年美國人口普查的數據，胡德的面積為0.816平方千米，均為陸地。當地共有人口271人，而人口密度為每平方千米332人。